# Kunststoffformgebung
Kunststoffformgebung ist ein Lehrberuf in Österreich mit einer Ausbildungsdauer von drei Jahren.

## Aufgaben
Kunststoffformgebung beschäftigt sich mit der Herstellung von Kunststoffartikeln und Kunststoffhalbfabrikaten. Spezifische Erzeugnisse sind unter anderem Haushalts- und Küchengeräte, Dosen, Deckel, Gehäuse, Rohre, Folien oder Kunststoffteile. Die Bedienung von computergesteuerten Bearbeitungsmaschinen ist ebenso wie das Beherrschen von Säge-, Bohr-, Schneide-, Kleb- oder Löttechniken ein wesentlicher Teil des praktischen Arbeitsalltags. Weitere wichtige Aufgaben finden im Bereich Produktionsprozesse statt: Kunststoffformgeber stellen Maschinen ein bzw. rüsten diese um. Weiters sind sie für laufende Qualitätskontrollen bei Produktions- und Endprodukten verantwortlich. Hierfür prüfen sie Mittels verschiedener Tests (Festigkeit, Druck, Biegsamkeit, Hitzebeständigkeit) die Herstellungsqualität der Produktion.

## Ausbildung
Die Ausbildung beschäftigt sich mit primär mit der Herstellung von Kunststoffartikeln, welche zunächst aus Formmassen (Granulat, Pulver, Paste) aufbereitet werden. Kunststoffformgeber vermischen die Masse maschinell mit diversen Farb- und Füllstoffen sowie Weichmachern und Stabilisatoren. Mittels Spritzgussverarbeitung werden in folge die Formteile hergestellt, aus denen am Ende Haushalts-, Bedarfs- oder Spielzeugartikel werden. Weiters werden Massenerzeugnisse wie Rohre, Platten, Schläuche oder Kabel hergestellt. Im letzten Arbeitsschritt werden die fertigen Produkte vor Verpackung und Lagerung auch gereinigt und poliert bzw. im Anlassfall auch lackiert, bedruckt oder imprägniert.

## Anforderungen und Tätigkeiten
- Lesen und Anwenden von Werkzeichnungen und technischen Unterlagen
- Festlegung der Arbeitsschritte, Arbeitsmittel und Arbeitsmethoden
- Qualitätsmanagementsysteme: Steuern und planen von Arbeitsabläufen, Beurteilung von Arbeitsergebnissen
- Beachten von Sicherheitsvorschriften, Normen, Sicherheitsstandards und Umweltstandards
- Materialienauswahl und Prüfung
- Bearbeitung von Kunststoffen und Kunststoffhalbzeugen, spanend und spanlos
- Prüfung und in Betriebnahme von Maschinen
- Herstellung von Produkten aller Art
- Veredelung von Oberflächen
- Entsorgung und Verwertung von Restprodukten
- Dokumentation von Arbeitsablauf und Arbeitsergebnissen
- Mängel-Erkennung und -Behebung